# Новый Крупец (Гомельская область)
Новый Крупец (бел. Новы Крупец) — упразднённая деревня в Добрушском районе Гомельской области Беларуси. Входила в состав Крупецкого сельсовета.
Упразднена в 2014 году, на её территории вместе с деревней Старый Крупец образован агрогородок Крупец.

## География
Располагалась в 7 км на юг от районного центра Добруша и железнодорожной станции в этом городе на линии Гомель — Унеча, в 35 км от Гомеля.

### Водная система
Река Крупка (приток реки Жгунь).

## Транспортная система
Рядом автодорога Добруш — Тереховка. В деревне 192 жилых дома (2004 год). Планировка состояла из 3 параллельных улиц с меридиональной направленностью, связанных короткими улицами. Застройка двухсторонняя, деревянными домами усадебного типа.

## История
По письменным источникам деревня была известна со 2-й половины XVIII века, когда деревня была разделена на две — Старый Крупец и Новый Крупец Речицкого повета Минского воеводства Великого княжества Литовского. В 1764 году военные формирования во главе с Генералом Масловым выслали всех жителей придерживающихся староверства в Сибирь. После 1-го раздела Речи Посполитой (1772 год) в составе Российской империи. В 1776 году работала корчма, деревня находилось во владении фельдмаршала графа П. А. Румянцева-Задунайского. С 1834 года владение фельдмаршала графа И. Ф. Паскевича. В 1795 году в Белицком повете Могилёвской губернии. В 1858 году действовало народное училище (в нём в 1889 году учились 99 мальчиков и 24 девочки; в 1902 году — 182 мальчика и 45 девочек). В 1886 году находились 2 церкви, 5 ветряных мельниц, мастерская по обработке шкур. 12 мая 1893 года при пожаре сгорело 102 двора. В 1897 году 2 староверческих молитвенных дома, 7 ветряных мельниц, 2 круподробилки, 3 кузницы, кирпичное производство, 3 маслобойни, 3 кожевенных мастерские, 3 лавки, корчма. В 1926 году действовали начальная школа, почтовое отделение, изба-читальня, отделение потребительской кооперации, кирпичное производство, кожевенный завод.
С 8 декабря 1926 года по 30 декабря 1927 года являлась центром Новокрупецкого, с 30 декабря 1927 года — Крупецкого сельсовета Добрушского, с 26 июля 1930 года — Тереховского, с 12 февраля 1935 года — Добрушского районов Гомельского округа, с 20 февраля 1938 года — Гомельской области.
В 1929 году был организован колхоз.
В 1979 году в деревню переселились жители посёлков Буды и Горелое.
Находилась в составе колхоза «Беларусь» с центром в деревне Старый Крупец.
В состав Крупецкого сельсовета входили (в настоящее время не существующие): до 1934 года хутор Белянков, до 1974 года посёлки Лески-I и Лески-II, до 1976 года посёлки Заря Новой Жизни, Шимберг, до 1979 года посёлки Буды, Горелое.
В 2014 году деревни Новый Крупец и Старый Крупец были упразднены и на их территории образован агрогородок Крупец.

## Население
- 1795 год — 184 жителя
- 1816 год — 164 двора, 521 житель
- 1834 год — 212 дворов, 1116 жителей
- 1858 год — 236 дворов
- 1886 год — 322 двора, 1951 житель
- 1897 год — 412 дворов, 2302 жителя (согласно переписи)
- 1909 год — 546 дворов, 2739 жителей
- 1926 год — 509 дворов
- 1959 год — 1070 жителей
- 2004 год — 192 двора, 394 жителя

## Улицы
- Колхозная
- Луговая
- Набережная
- Октябрьская
- Первомайская
- Садовая

## Достопримечательность
- Городище периода раннего железного века (1-е тыс. до н.э. – 1-е тыс. н.э.) —  Историко-культурная ценность Республики Беларусь, шифр 313В000271

## Известные уроженцы
- Н. И. Майорова — Герой Социалистического Труда (1966)
- И. В. Барсуков — заслуженный учитель Белорусской ССР
- Я. А. Татаров — комиссар Ельской 37-й и 123-й партизанских бригад действовавших в Полесской области во время немецкой оккупации в Великую Отечественную войну